# 熊蜂
熊蜂是蜜蜂科熊蜂屬（Bombus）的通称。其屬下约有260种，多築巢於枯木至建築物內，以花粉和花蜜為食。是一类在生态平衡和农业增产方面具有重要作用的传粉昆虫。

## 形态
熊蜂與蜜蜂有很多不同處，像後腳具有脛距，而蜜蜂則無；熊蜂（除拟熊蜂亚属外）和蜜蜂一樣是社會性昆蟲，但不如蜜蜂緊密；一到秋末或冬初，群中個體除了交尾的女王蜂能渡冬外，其餘皆死亡。
熊蜂體軀碩大，在所有蜂類中屬重量級。

## 生命周期
野生熊蜂通常为一年一个世代，其繁殖周期始于早春，结束于秋末。在早春时期，熊蜂结束冬眠后开始产卵，并逐渐进入繁殖阶段。子代蜂王交尾后会离群寻找新的越冬场地，而原群则在秋末迅速灭亡。

## 社会性昆虫
熊蜂属于亚社会性昆虫，其蜂王在滞育结束后独自进行产卵和哺育幼虫，随着第一批工蜂（数量为8-16头）羽化出房，蜂王专职产卵，工蜂开始进行哺育和采集等活动。
通常，当蜂王培育出10头以上工蜂，表示蜂群具有鲜明的社会分工，被定义为成群；反之，未能培育出10头工蜂的蜂群被定义为未成群。

## 圖片

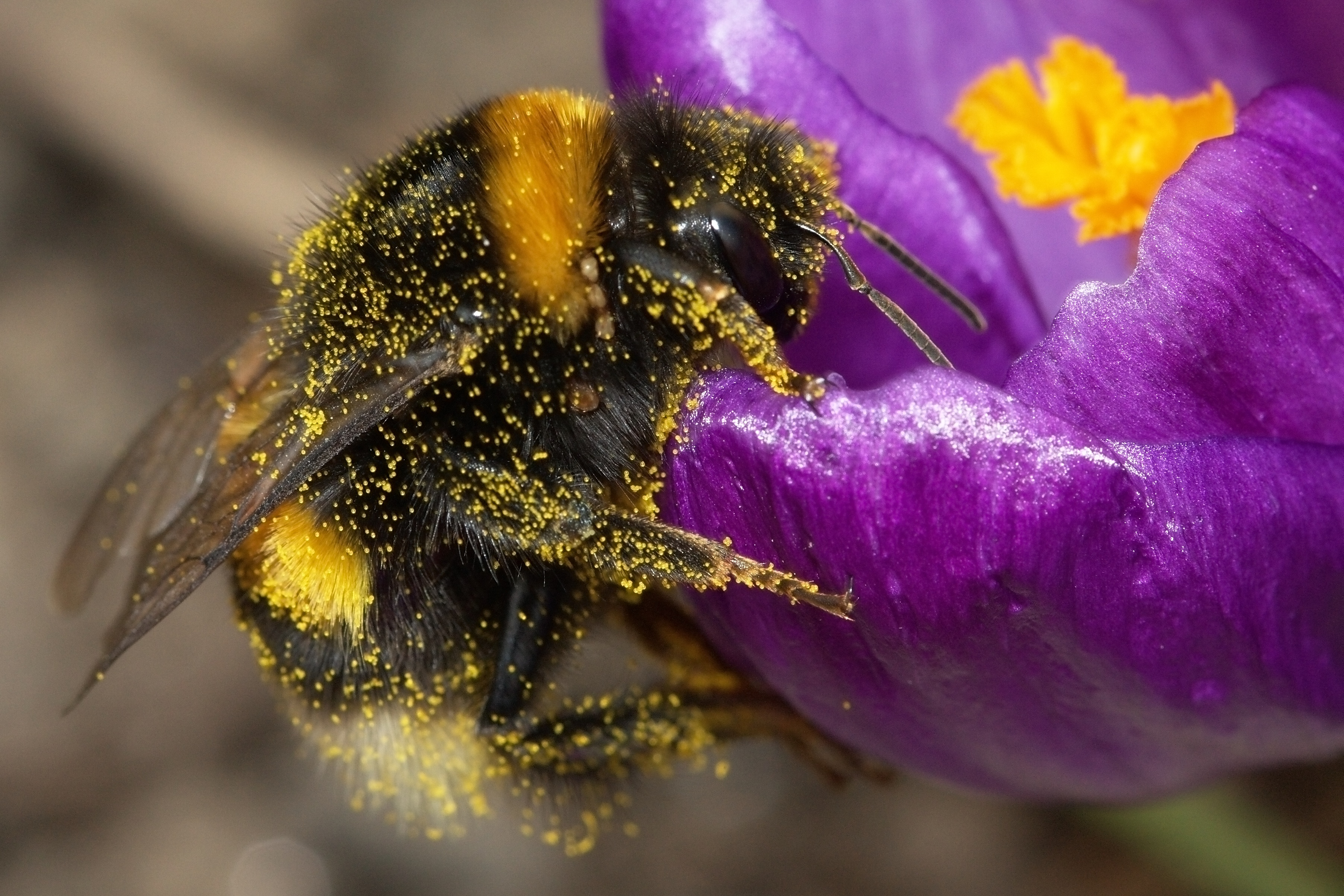
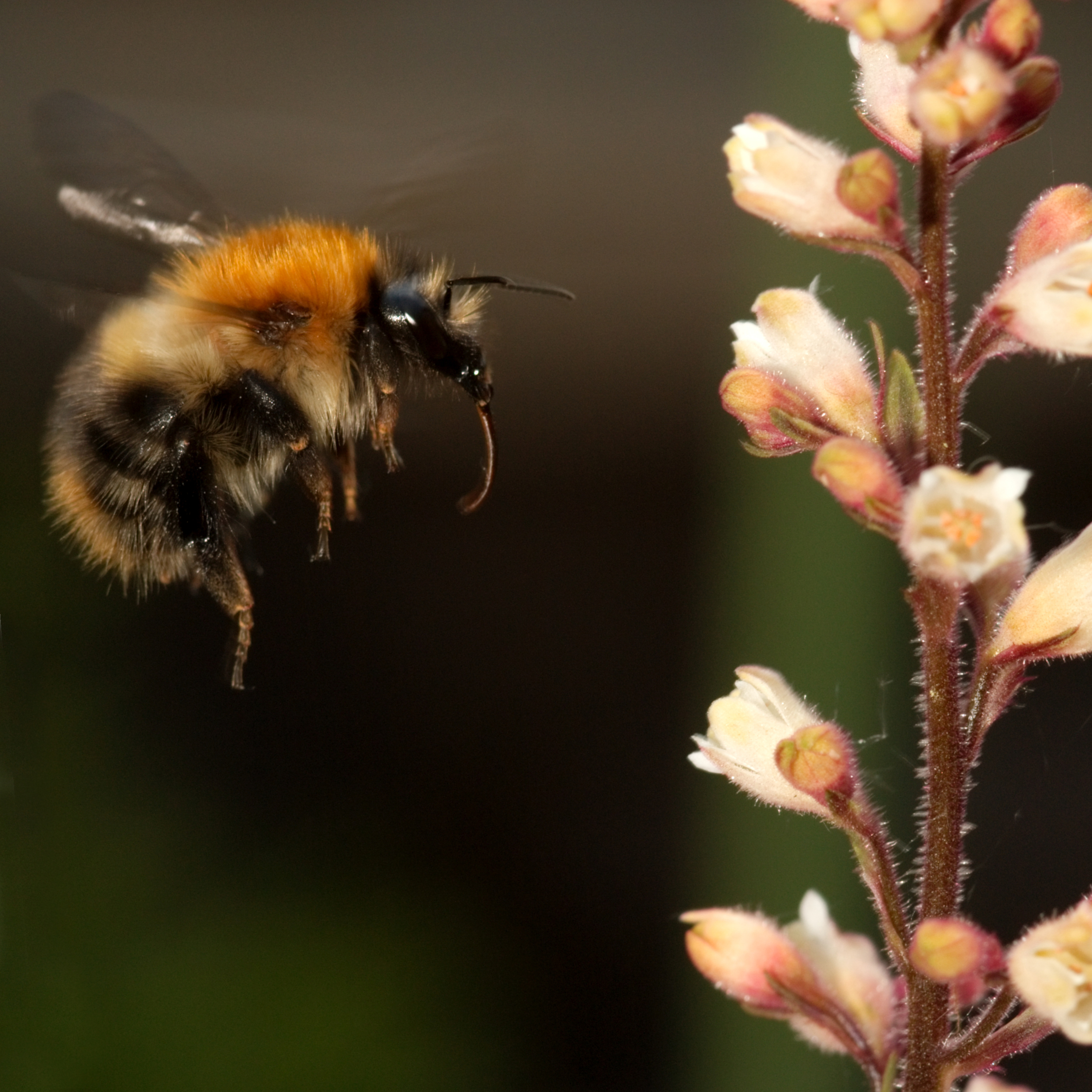
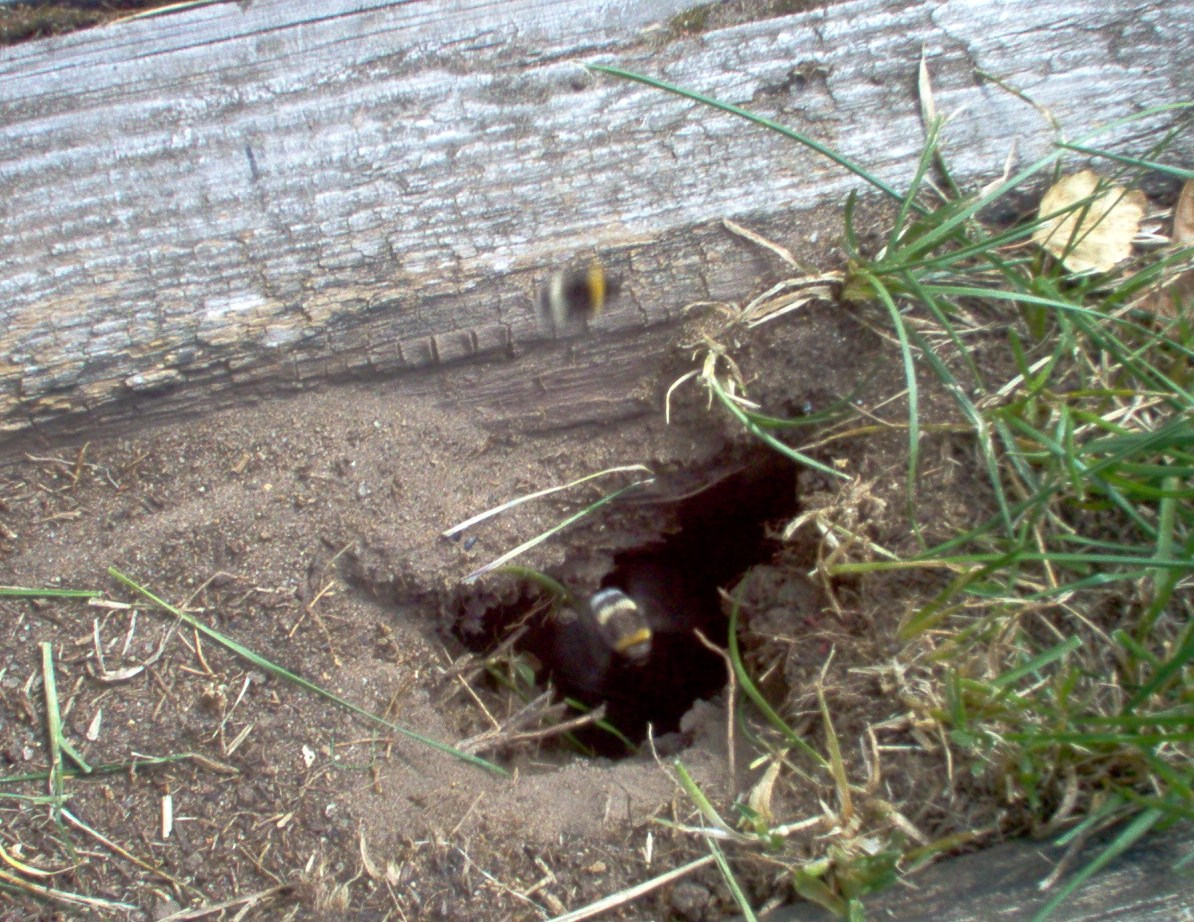
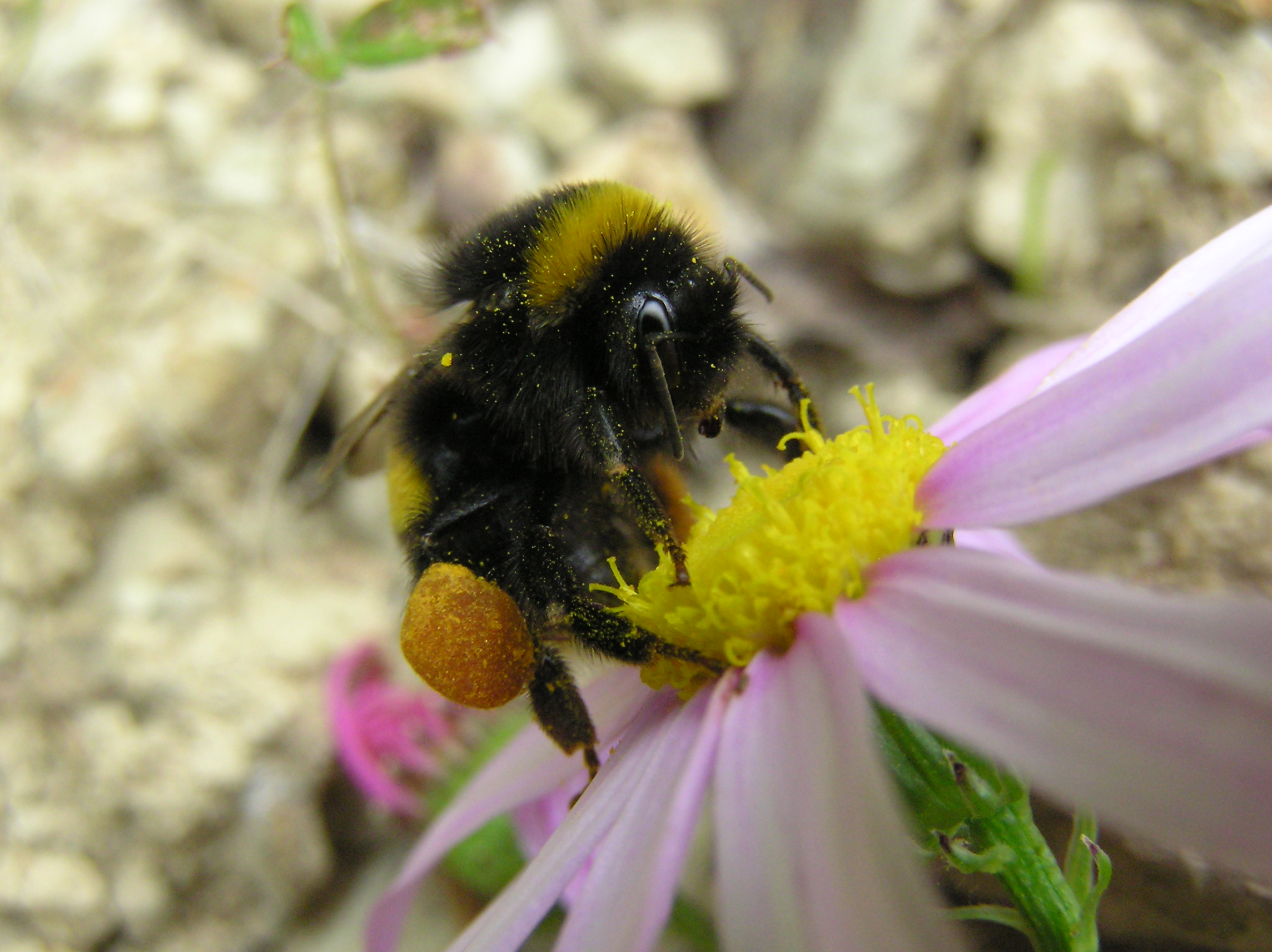
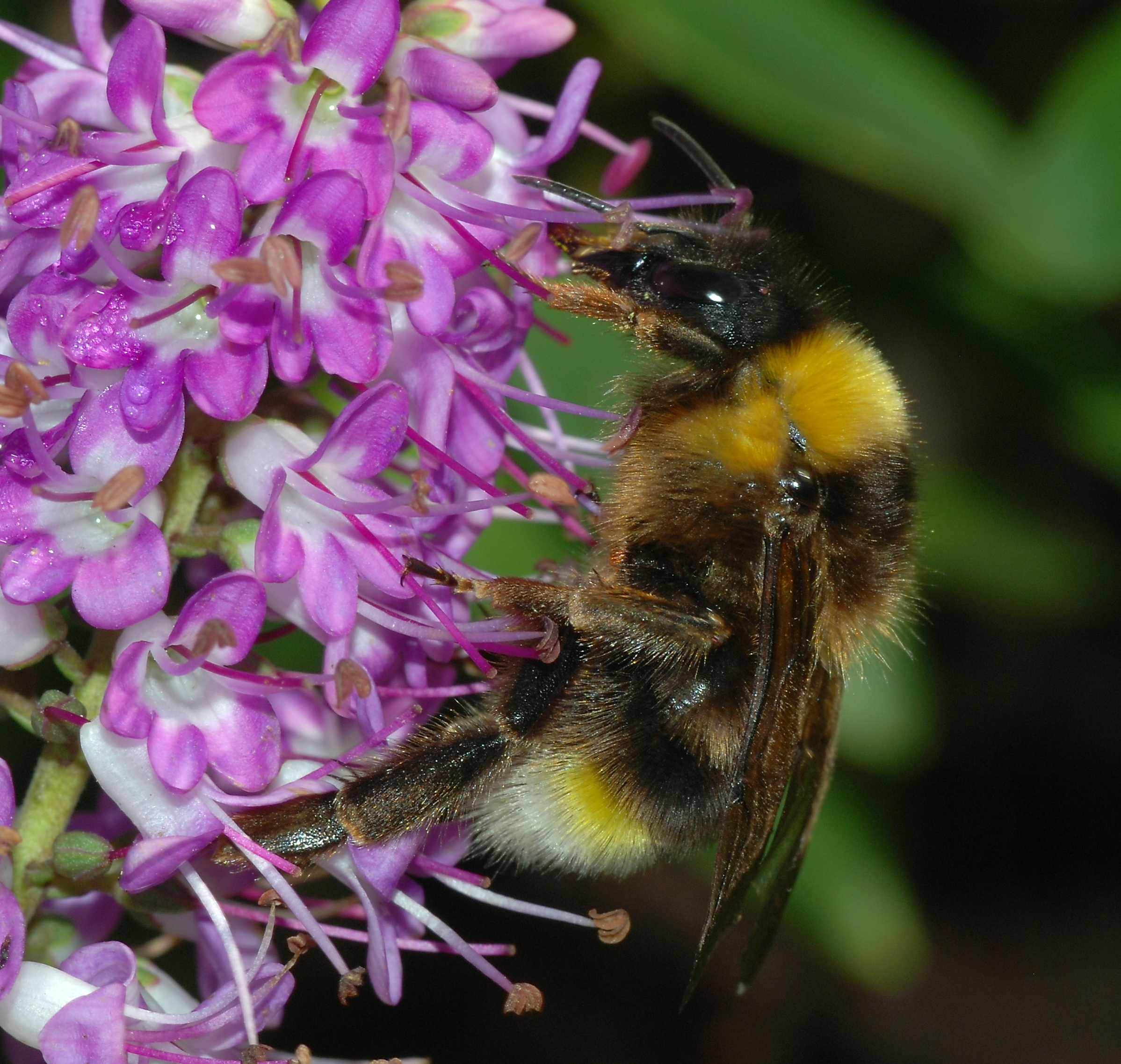
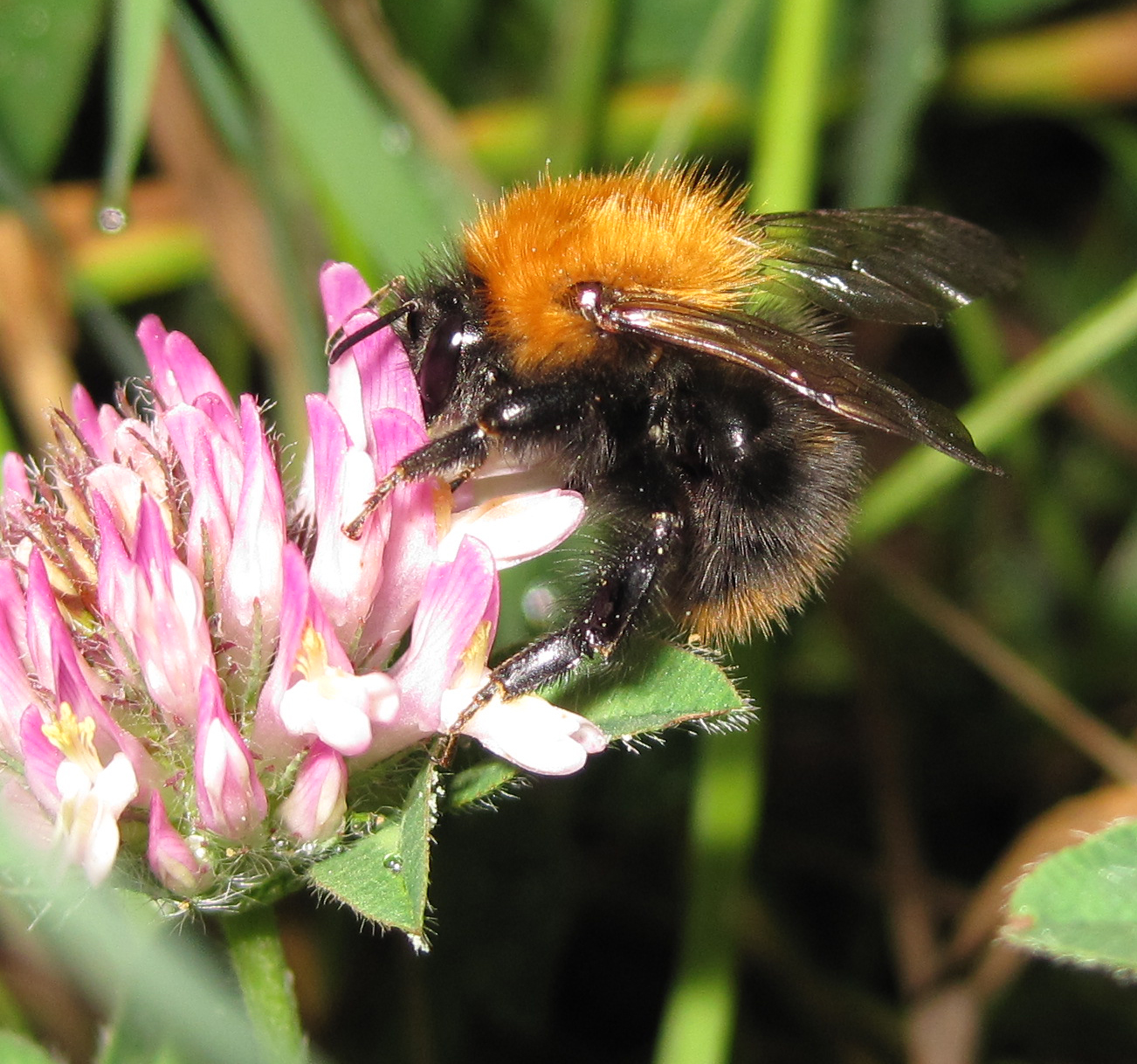
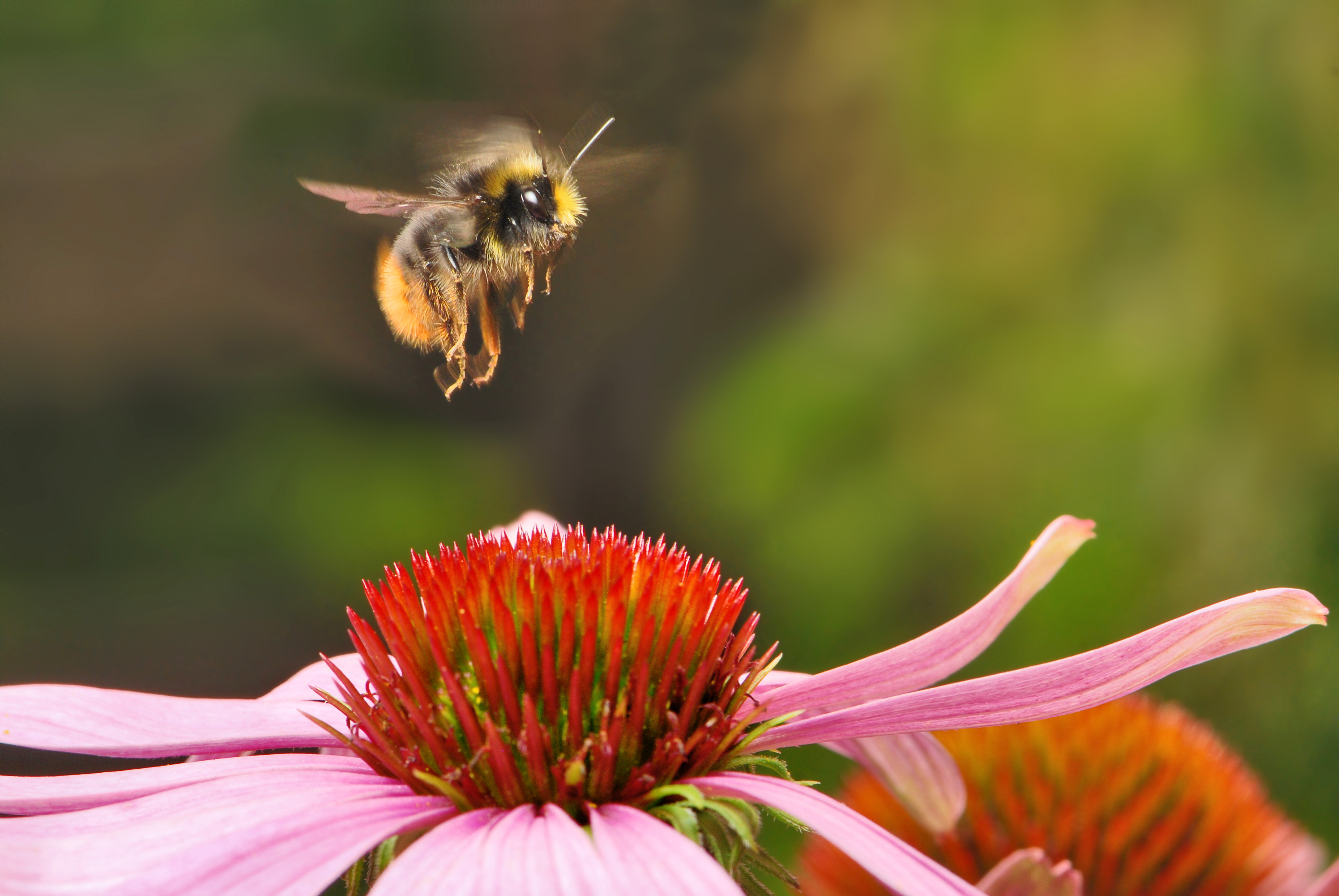

## 外部連結
- Bumblebees of the world - find species by region, species groups, colour pattern （页面存档备份，存于）, nhm.ac.uk
- The Bumblebee Conservation Trust, bumblebeeconservation.org
- Bumblebee pages on Discover Life Bombus Identification Guide （页面存档备份，存于）, List of Species （页面存档备份，存于）, Worldwide Species Map （页面存档备份，存于）.
- Bees Fact sheet on bumble bees[永久] includes information on habits, habitat, threats and prevention tips
- 熊蜂 - 台灣昆蟲維基館II （页面存档备份，存于）
- 熊蜂介紹---連結 - 不怕野蜂(本土蜜蜂)的兒子 - 痞客邦PIXNET （页面存档备份，存于）